# Championnat du Japon de rugby à XV 2012-2013
Navigation
Top League
2011-2012 Top League
2013-2014
Le Championnat du Japon de rugby à XV 2012-2013 ou Top League 2012-2013 oppose les quatorze meilleures équipes japonaises de rugby à XV. Le championnat débute le 31 août 2012 et se termine par une finale prévue le 27 janvier 2013. Il se déroule en deux temps : une première phase dite régulière en match aller où toutes les équipes se rencontrent une fois et une phase finale par élimination directe. Le premier de la phase régulière rencontre le quatrième et le deuxième rencontre le troisième lors des demi-finales, puis la finale entre les deux vainqueurs de ces demi-finales.

## Liste des équipes en compétition
| Machida Munakata Higashiōsaka Kobe Fukuoka Abiko Osaka Chiba Ota Tokyo Fuchū Toyota Iwata |

| Équipe         | Stade                           | Capacité | Ville        |
| -------------- | ------------------------------- | -------- | ------------ |
| Black Rams     | Ricoh Kinuta Ground             | -        | Setagaya     |
| Brave Lupus    | Toshiba Fuchū Ground            | -        | Fuchū        |
| Eagles         | Stade de Sendai                 | -        | Machida      |
| Green Rockets  | NEC Abiko Ground                | -        | Abiko        |
| Júbilo         | Yamaha Stadium                  | -        | Iwata        |
| Liners         | Kintetsu Hanazono Rugby Stadium | -        | Higashiosaka |
| Red Hurricanes | Hanazono                        | -        | Osaka        |
| Sanix Blues    | Level-5 Stadium                 | -        | Munakata     |
| Shining Arcs   | NTT Grand Chiba Stadium         | -        | Chiba        |
| Steelers       | Nahadama Ground                 | -        | Kobe         |
| Sungoliath     | Suntory Fuchū Sport Centre      | -        | Fuchū        |
| Verblitz       | Mizuho Rugby Stadium            | -        | Toyota       |
| Voltex         | Kashii                          | -        | Fukuoka      |
| Wild Knights   | Sanyo Wild Knights Ground       | -        | Ota          |

## Résumé des résultats

### Classement de la phase régulière
| Rang | Club           | J  | V  | N | D  | Bo | Bd | Pm  | Pe  | Diff | Pts |
| ---- | -------------- | -- | -- | - | -- | -- | -- | --- | --- | ---- | --- |
| 1    | Sungoliath (T) | 13 | 13 | 0 | 0  | 11 | 0  | 481 | 258 | +223 | 63  |
| 2    | Brave Lupus    | 13 | 10 | 0 | 3  | 8  | 2  | 478 | 266 | +212 | 50  |
| 3    | Wild Knights   | 13 | 10 | 0 | 3  | 8  | 1  | 509 | 275 | +234 | 49  |
| 4    | Steelers       | 13 | 9  | 1 | 3  | 9  | 2  | 468 | 255 | +213 | 49  |
| 5    | Verblitz       | 13 | 9  | 1 | 3  | 4  | 1  | 343 | 291 | +52  | 43  |
| 6    | Júbilo         | 13 | 8  | 0 | 5  | 7  | 3  | 430 | 311 | +119 | 42  |
| 7    | Liners         | 13 | 6  | 0 | 7  | 6  | 3  | 356 | 308 | +48  | 33  |
| 8    | Green Rockets  | 13 | 6  | 0 | 7  | 7  | 1  | 399 | 375 | +24  | 32  |
| 9    | Shining Arcs   | 13 | 7  | 0 | 6  | 1  | 2  | 240 | 313 | -73  | 31  |
| 10   | Black Rams     | 13 | 5  | 0 | 8  | 5  | 3  | 322 | 360 | -38  | 28  |
| 11   | Eagles         | 13 | 3  | 0 | 10 | 5  | 2  | 287 | 382 | -95  | 19  |
| 12   | Voltex         | 13 | 2  | 0 | 11 | 5  | 3  | 238 | 593 | -355 | 16  |
| 13   | Red Hurricanes | 13 | 1  | 0 | 12 | 2  | 2  | 217 | 524 | -307 | 8   |
| 14   | Sanix Blues    | 13 | 1  | 0 | 12 | 2  | 1  | 256 | 513 | -257 | 7   |

|  | Qualifiés pour les demi-finales (no 1, no 2, no 3, no 4).                                           |
|  | Tournoi Wild Card qualificatif pour l'All-Japan Championship (no 5, no 6, no 7, no 8, no 9, no 10). |
|  | Play-off relégation contre le 3e et le 4e du Top Challenge 1 (no 13, no 14).                        |
|  | T : tenant du titre 2011-2012                                                                       |

Attribution des points : victoire sur tapis vert : 5, victoire : 4, match nul : 2, défaite : 0, forfait : -2 ; plus les bonus (offensif : 4 essais marqués ; défensif : défaite par 7 points d'écart ou moins).
Règles de classement : ?

### Phase finale
Les quatre premiers de la phase régulière sont qualifiés pour les demi-finales : l'équipe classée première affronte celle classée quatrième alors que la seconde affronte la troisième.
|  | Demi-finales     | Demi-finales    |                |    | Finale          | Finale          |
|  | Demi-finales     | Demi-finales    |                |    | Finale          | Finale          |
|  |                  |                 |                |    |                 |                 |
|  | 19 janvier 2013  | 19 janvier 2013 |                |    | 27 janvier 2013 | 27 janvier 2013 |
|  | 19 janvier 2013  | 19 janvier 2013 |                |    | 27 janvier 2013 | 27 janvier 2013 |
|  | [1] Sungoliath   | 38              |                |    | 27 janvier 2013 | 27 janvier 2013 |
|  | [1] Sungoliath   | 38              |                |    | 27 janvier 2013 | 27 janvier 2013 |
|  | [4] Steelers     | 19              |                |    | 27 janvier 2013 | 27 janvier 2013 |
|  | [4] Steelers     | 19              | [1] Sungoliath | 19 |                 |                 |
|  | 20 janvier 2013  |                 | [1] Sungoliath | 19 |                 |                 |
|  |                  | [2] Brave Lupus | 3              |    |                 |                 |
|  | [2] Brave Lupus  | [2] Brave Lupus | 3              | 20 |                 |                 |
|  | [2] Brave Lupus  |                 |                | 20 |                 |                 |
|  | [3] Wild Knights | 8               |                |    |                 |                 |
|  | [3] Wild Knights | 8               |                |    |                 |                 |

## Résultats détaillés

### Phase régulière

#### Tableau synthétique des résultats
L'équipe qui reçoit est indiquée dans la colonne de gauche.
| Clubs          | BLA   | BRA   | EAG   | GRE   | JUB   | LIN   | RED   | SAN   | SHI   | STE   | SUN   | VER   | VOL   | WIL   |
| -------------- | ----- | ----- | ----- | ----- | ----- | ----- | ----- | ----- | ----- | ----- | ----- | ----- | ----- | ----- |
| Black Rams     |       | -     | -     | 36-19 | 21-46 | -     | -     | 50-17 | -     | 15-26 | 19-37 | -     | -     | 13-44 |
| Brave Lupus    | 26-28 |       | -     | -     | 17-14 | 50-30 | 64-12 | -     | 26-16 | -     | -     | 21-29 | -     | 32-22 |
| Eagles         | 17-35 | 15-21 |       | -     | 25-36 | -     | -     | -     | 17-31 | 22-32 | -     | 26-34 | 34-5  | -     |
| Green Rockets  | -     | 33-48 | 34-0  |       | 35-49 | -     | 42-13 | -     | 29-6  | -     | -     | 26-27 | -     | 21-38 |
| Júbilo         | -     | -     | -     | -     |       | 28-35 | -     | 53-27 | 25-19 | 13-33 | 29-35 | -     | 52-8  | -     |
| Liners         | 19-17 | -     | 44-39 | 17-21 | -     |       | -     | 34-13 | -     | -     | 24-49 | 10-18 | 48-11 | -     |
| Red Hurricanes | 14-44 | -     | 14-38 | -     | 9-41  | 7-59  |       | -     | -     | 29-37 | -     | -     | -     | -     |
| Sanix Blues    | -     | 20-29 | 10-23 | 36-55 | -     | -     | 13-42 |       | -     | -     | 19-42 | 25-35 | 31-13 | -     |
| Shining Arcs   | 14-9  | -     | -     | -     | -     | 13-10 | 23-15 | 30-23 |       | 5-48  | -     | 23-24 | -     | -     |
| Steelers       | -     | 27-29 | -     | 48-14 | -     | 19-6  | -     | 52-7  | -     |       | 29-43 | -     | 70-24 | 24-25 |
| Sungoliath     | -     | 15-14 | 42-17 | 39-15 | -     | -     | 48-14 | -     | 38-7  | -     |       | -     | 34-29 | 34-20 |
| Verblitz       | 52-7  | -     | -     | -     | 12-26 | -     | 31-24 | -     | -     | 23-23 | 22-25 |       | 19-15 | -     |
| Voltex         | 29-28 | 5-101 | -     | 18-55 | -     | -     | 19-17 | -     | 27-28 | -     | -     | -     |       | 35-76 |
| Wild Knights   | -     | -     | 44-14 | -     | 35-18 | 23-20 | 65-7  | 55-15 | 22-25 | -     | -     | 40-17 | -     |       |

|  | Victoire à domicile |  | Match nul |  | Défaite à domicile |

### Phase finale

#### Demi-finales
| 19 janvier 2013 6 h 00 UTC | Sungoliath | 38 – 19 (9 – 19) | Steelers | Chichibunomiya Stadium, Tokyo 6 166 spectateurs Arbitre : Akihisa Aso |
| 19 janvier 2013 6 h 00 UTC |            |                  |          | Chichibunomiya Stadium, Tokyo 6 166 spectateurs Arbitre : Akihisa Aso |
| 19 janvier 2013 6 h 00 UTC |            |                  |          | Chichibunomiya Stadium, Tokyo 6 166 spectateurs Arbitre : Akihisa Aso |

| 20 janvier 2013 6 h 00 UTC | Brave Lupus | 20 – 8 (3 – 3) | Wild Knights | Chichibunomiya Stadium, Tokyo 9 430 spectateurs Arbitre : Taku Otsuki |
| 20 janvier 2013 6 h 00 UTC |             |                |              | Chichibunomiya Stadium, Tokyo 9 430 spectateurs Arbitre : Taku Otsuki |
| 20 janvier 2013 6 h 00 UTC |             |                |              | Chichibunomiya Stadium, Tokyo 9 430 spectateurs Arbitre : Taku Otsuki |

#### Finale
| 27 janvier 2013 6 h 00 UTC | Sungoliath                                                                          | 19 – 3 (12 – 3) | Brave Lupus              | Chichibunomiya Stadium, Tokyo 13 858 spectateurs Arbitre : Taizo Hirabayashi |
| 27 janvier 2013 6 h 00 UTC | Essai(s) : Murata 2 (8e, 34e), Pisi (75e) Transformation(s) : Nicholas 2 (35e, 77e) |                 | Pénalité(s) : Hill (18e) | Chichibunomiya Stadium, Tokyo 13 858 spectateurs Arbitre : Taizo Hirabayashi |
| 27 janvier 2013 6 h 00 UTC |                                                                                     |                 |                          | Chichibunomiya Stadium, Tokyo 13 858 spectateurs Arbitre : Taizo Hirabayashi |

### TournoiWild Card

#### Demi-finales
| 20 janvier 2013 4 h 00 UTC | Green Rockets | 38 – 14 | Shining Arcs | Hanazono Stadium, Higashiōsaka 3 161 spectateurs Arbitre : Takashi Harada |
| 20 janvier 2013 4 h 00 UTC |               |         |              | Hanazono Stadium, Higashiōsaka 3 161 spectateurs Arbitre : Takashi Harada |
| 20 janvier 2013 4 h 00 UTC |               |         |              | Hanazono Stadium, Higashiōsaka 3 161 spectateurs Arbitre : Takashi Harada |

| 20 janvier 2013 6 h 00 UTC | Liners | 43 – 21 | Black Rams | Hanazono Stadium, Higashiōsaka 3 807 spectateurs Arbitre : Kyosuke Toda |
| 20 janvier 2013 6 h 00 UTC |        |         |            | Hanazono Stadium, Higashiōsaka 3 807 spectateurs Arbitre : Kyosuke Toda |
| 20 janvier 2013 6 h 00 UTC |        |         |            | Hanazono Stadium, Higashiōsaka 3 807 spectateurs Arbitre : Kyosuke Toda |

#### Finales
| 26 janvier 2013 4 h 00 UTC | Júbilo | 70 – 12 | Liners | Hanazono Stadium, Higashiōsaka 3 464 spectateurs Arbitre : Tatsuya Matsuoka |
| 26 janvier 2013 4 h 00 UTC |        |         |        | Hanazono Stadium, Higashiōsaka 3 464 spectateurs Arbitre : Tatsuya Matsuoka |
| 26 janvier 2013 4 h 00 UTC |        |         |        | Hanazono Stadium, Higashiōsaka 3 464 spectateurs Arbitre : Tatsuya Matsuoka |

| 26 janvier 2013 6 h 00 UTC | Verblitz | 41 – 23 | Green Rockets | Hanazono Stadium, Higashiōsaka 3 958 spectateurs Arbitre : Shuhei Kubo |
| 26 janvier 2013 6 h 00 UTC |          |         |               | Hanazono Stadium, Higashiōsaka 3 958 spectateurs Arbitre : Shuhei Kubo |
| 26 janvier 2013 6 h 00 UTC |          |         |               | Hanazono Stadium, Higashiōsaka 3 958 spectateurs Arbitre : Shuhei Kubo |

### Play-off relégation
| 3 février 2013 5 h 00 UTC | Sanix Blues | 28 – 34 | Shokki Shuttles | Level-5 Stadium, Munakata 1 385 spectateurs Arbitre : Kazuhito Taniguchi |
| 3 février 2013 5 h 00 UTC |             |         |                 | Level-5 Stadium, Munakata 1 385 spectateurs Arbitre : Kazuhito Taniguchi |
| 3 février 2013 5 h 00 UTC |             |         |                 | Level-5 Stadium, Munakata 1 385 spectateurs Arbitre : Kazuhito Taniguchi |

| 9 février 2013 5 h 00 UTC | Red Hurricanes | 24 – 21 | Mitsubishi Dynaboars | Hanazono Stadium, Higashiōsaka 4 958 spectateurs Arbitre : Kyosuke Toda |
| 9 février 2013 5 h 00 UTC |                |         |                      | Hanazono Stadium, Higashiōsaka 4 958 spectateurs Arbitre : Kyosuke Toda |
| 9 février 2013 5 h 00 UTC |                |         |                      | Hanazono Stadium, Higashiōsaka 4 958 spectateurs Arbitre : Kyosuke Toda |